# Phyllalia alboradiata
Phyllalia alboradiata är en fjärilsart som beskrevs av Aurivillius. Phyllalia alboradiata ingår i släktet Phyllalia och familjen Eupterotidae. Inga underarter finns listade i Catalogue of Life.